# Гуси-гуси, га-га-га…
«Гуси-гуси, га-га-га…» — повесть Владислава Крапивина. Написана в 1988 году и напечатана в 1989 году в журнале «Урал» с иллюстрациями Е. Стерлиговой, а в 1992 году вышла в серии «Библиотека приключений и научной фантастики» издательства «Детская литература». Впоследствии неоднократно переиздавалась и была издана на французском языке. Вторая повесть цикла «В глубине Великого Кристалла», рассматривается и как самостоятельное произведение в жанре антиутопии. Действие разворачивается в мире будущего. В Западной Федерации государство осуществляет тотальный контроль за населением с помощью индексов — обязательных индивидуальных кодов, а вездесущая «машинная система» следит за обеспечением законности. Обыватель Корнелий Глас получает предписание: он подлежит смертной казни на основании выбора Машиной по жребию, одного шанса из миллиона за административное правонарушение (переход улицы в неположенном месте). Пройдя через испытания и избежав казни, герой становится Командором — «защитником детства».
В повести совмещаются элементы фантастики и реализма, заметны религиозные мотивы, показан психологический конфликт, как внутренний, так и межличностный. В произведении затрагивается характерный для антиутопии вопрос о личности в условиях тоталитаризма. Исследователи находили в повести аллюзии на поздний СССР и советскую историю в целом.

## Создание и публикации
Повесть входит в цикл о Великом Кристалле и, по оценке литературоведа Е. Великановой, при первой публикации воспринималась как самостоятельное произведение (как и другие ранние части цикла). Крапивин вспоминал, что долго вынашивал идею сюжета об обывателе, которому не по своей воле пришлось заниматься детьми и который имел хотя и «спящее», но «здоровое начало» и поэтому начал их оберегать. Повесть была написана в 1988 году и напечатана в журнале «Урал» в 1989 году (№ 8—9) с иллюстрациями Е. Стерлиговой. В 1992 году повесть вошла в одноимённый сборник в серии «Библиотека приключений и научной фантастики» московского издательства «Детская литература» (вместе с повестью «Выстрел с монитора»; иллюстрации Е. Медведева) и в том же году была издана в Екатеринбурге в книге «Застава на Якорном поле» («Средне-Уральское книжное издательство»; иллюстрации Е. Стерлиговой), куда вошли ещё две повести из цикла о Кристалле. Впоследствии неоднократно переиздавалась. В 2016 году повесть вышла на французском языке в серии «Rivière blanche» американского издательства Black Coat Press. Перевод был выполнен Ф. Дуайоном, переводчиком-любителем и поклонником творчества Крапивина, и профессиональным переводчиком Т. Палма; Дуайон и Палма ранее переводили другие произведения писателя.

## Сюжет
Действие разворачивается в Западной Федерации, в которой государство осуществляет тотальный контроль за населением с помощью индексов — обязательных для всех граждан индивидуальных кодов. 42-летний рекламщик Корнелий Глас, обыватель из города Реттерберг, получает предписание: он подлежит смертной казни на основании выбора Машиной по жребию (эту систему наказаний придумал Административный Кибернетический Центр), одного шанса из миллиона за административное правонарушение — переход улицы в неположенном месте. Корнелий вспоминает свою жизнь с женой и выросшую дочь, которая была для него чужой, что в школе был «мулей», козлом отпущения из-за своей начитанности и, находясь в отчаянии, размышляет о жизни, задаваясь вопросом, почему умереть должен именно он. Придя в назначенное время в тюрьму, Корнелий обнаруживает неразбериху, в частности из-за выходного дня у них нет исполнителя казни, медика. Муниципальной тюрьмой заведует старший инспектор Альбин Мук. Ожидая казни, Корнелий понимает, что в его жизни нет смысла. Во время разговора с инспектором он вспоминает детство, дружбу с мальчиком Альбином Ксото, который рассказывал ему теорию Космического Кристалла: Вселенная состоит из подобий зеркал, связанных друг с другом. Несколько ребят решили проникнуть на близлежащий запрещенный научный объект — зонг, на котором пробурили скважину — «круглый бездонный колодец», в котором «можно увидеть звезды… других миров»; Корнелий струсил и специально распорол гвоздем ступню, чтобы не идти в зонг. После неудачного похода в зонг Альбин взял вину на себя, утверждая, что был там один; его исключили из школы, он уехал с родителями.
Казнь не удаётся, поскольку вызванный студент-медик напивается и разбивает ампулу. Корнелий, чей индекс аннулирован, по предложению инспектора остаётся в интернате при тюрьме в качестве надзирателя за группой «безындексных» детей, с которыми, как он узнаёт, жестоко обращаются. В интернате появляется новичок, мальчик лет десяти Цезарь Лот, у которого неожиданно пропал индекс; его безуспешно обследовали в разных учреждениях. Цезарь сначала отказывается от еды и держится особняком, но затем смягчается. Цезарь не понимает, почему Корнелий покорно пошёл на казнь, и говорит о храме Девяти Щитов, где можно спрятаться от преследований. Старший из ребят, Антон, рассказывает сказку про волшебных гусей и «луга» — дальней стране или другой планете, месте, где можно спастись. Подключившись к своей домашней машине в учебном классе, Цезарь получает подтверждение, что его родители пропали. Он даёт Корнелию талисман — монетку с изображением Юхана-Хранителя. Когда Корнелий идёт в магазин за едой для детей, его останавливает патруль; он спасается бегством и попадает в храм Девяти Щитов. Настоятель Пётр говорит, что участвует в организации, которая борется против существующего устройства, «гнусной системы» индексов и тотальной слежки. Они обсуждают учение о Хранителях, одним из которых был трубач Юхан. Настоятель предлагает Корнелию уйти в другой мир (где нет индексов), попасть на другую грань Кристалла, так как храм находится на стыке двух миров. Пётр и Корнелий решают вывести туда детей; до «открытия врат» остаётся не более двух часов.
По возвращении Корнелия встречает инспектор Мук, который сообщает, что скоро прибудет комиссия и что у него есть ампула для казни. Корнелий обманом запирает инспектора в своей камере и отводит детей в храм (Цезарь вопреки его просьбам уходит на поиски родителей). Беглецы не успевают, врата закрылись чуть раньше. Пётр говорит о «таверне», где детям помогут, и объясняет, как до неё добраться. Корнелий понимает, что Пётр — его детский друг Альбин. Отведя детей в таверну, Корнелий знакомится с хозяином, Киром, девушкой Андой и Михаилом Алексеевичем Моховым — сотрудником наблюдательной группы «Кристалл-2» из другого пространства. Мохов подробно рассказывает теорию Кристалла. Его сын Витька демонстрирует чудо-способности по исцелению ран и «снимает» индекс с Корнелия. Витька отводит детей и Корнелия на железную дорогу для перехода в другой мир (состав ненадолго коснётся соседнего пространства), но Корнелий в последний момент решает остаться. Он возвращается в храм, где у входа находит мёртвого Петра-Альбина и берёт его пистолет. Зная адрес Цезаря, он отправляется за мальчиком и почти сразу встречает его на улице. Они сталкиваются с уланом, представителем правопорядка, Корнелий угрожает улану пистолетом, и тот уходит. Выясняется, что у Цезаря тоже необычные способности: он на расстоянии отключил уловитель индекса у улана, а ранее снял с себя индекс. Поэтому мальчик представляет опасность для Системы.
Появляется Альбин Мук, который ищет Цезаря и говорит, что Корнелий оправдан: предписание подстроил его приятель, Рибалтер, ради шутки. Теперь у самого Рибалтера, который сидит под домашним арестом, один шанс из миллиона на помилование. Корнелий отказывается идти с инспектором, и Цезарь помогает ему справиться с Муком. Герои навещают Рибалтера, и с помощью его домашней машины, представляющей собой искусственный интеллект с развитыми эмоциями, Корнелий узнает, как добраться до места, где содержат родителей Цезаря, как туда проникнуть и как их вызволить. Машина рассчитывает алгоритм действий и оценивает вероятность успеха как высокую, но предупреждает, что из-за поломки в автомобиле Рибалтера их нагонят; беглецы смогут уйти в лес, если один человек отвлечёт погоню, однако он обречён. Трое собираются в дорогу, Цезарь снимает с Рибалтера индекс. Эпилог представляет собой «научную» вставку: фрагмент из письма руководителя обсерватории «Сфера» другому учёному; автор письма сообщает, что Корнелий Глас, возможно, погиб в перестрелке, а возможно, был схвачен, сбежал и организовал группу по спасению детей «Белые гуси».

## Анализ и оценки
Произведение рассматривается как классическая антиутопия, описанный мир будущего не имеет точной привязки ко времени. В Западной Федерации государство осуществляет тотальный контроль за гражданами. Вездесущая и обезличенная «машинная система» следит за обеспечением законности и занимается назначением наказаний с помощью процедуры лотереи: человека могут казнить даже за нарушение правил перехода через улицу. Жизнь ритуализирована, а все граждане носят обязательные встроенные индексы, от которых невозможно освободиться и без которых, например, нельзя попасть к себе домой. Индексы вживляются всем новорождённым в виде раствора, который вызывал индивидуальное «биоизлучение». Люди не способны ничего изменить на протяжении многих поколений. В обществе провозглашается «стабильность», явившаяся следствием «величайшего изобретения» — индексов. В обществе царит нетерпимость к инакомыслящим и к тем, кто отличается от остальных; если люди отклоняются от нормы и не вписываются в машинную систему, они изгоняются из общества.
В повести усматривается влияние романа «Мы» Е. Замятина (обсуждение индексов как «основы жизни» и «эры стабильности» в самом начале повести), а также влияние О. Хаксли. Критик Д. Байкалов причислял повесть к наиболее «серьёзным и нетипичным» произведениям автора, характеризуя её как психологическую антиутопию, и считал, что повесть не уступает лучшим образцам отечественной фантастики. Критик высоко оценивал описание слома мещанской психики «перед лицом смерти», в ходе чего Корнелий, ранее занимавший место в системе «машинной демократии», преображается в «бунтаря, инсургента, воспитателя». Байкалов отметил напряжённый сюжет и новую для Крапивина тему религии. Критик М. Борисов, отмечая, что произведения из цикла о Великом Кристалле всегда подразумевают две трактовки, писал, что автора устраивают оба возможных финала — Корнелий либо героически погибает, либо героически занимается командорской деятельностью. Филолог А. Левина считала концовку повести оптимистичной, поскольку она даёт понять, что герой преуспел. Биограф  Крапивина А. Щупов считал повесть недетской и непростой, описывающей реальные угрозы (слежка за людьми посредством чипирования, «бездушное управление» с помощью машины и др.). По его оценке, повесть стала одним из наиболее популярных фантастических произведений писателя.
Как полагала исследователь В. Ляхова, автора больше всего интересует перерождение взрослого героя: если в детстве Корнелий испытывал «страх, обиду, бесправие», то затем он из обывателя превращается в сильного человека, у него появляется Дело — «охрана Детства», помощь тем, кто в ней нуждается. Изменения отражаются и во внешнем облике: у Корнелия «выступили скулы, подбородок затвердел». Согласно Е. Великановой, автор описывает эволюцию главного героя от обывателя до «Командора — защитника детства»; тема командорства отсылает к идее ответственности взрослых за судьбы детей. Как отмечала Великанова, в представлении Крапивина защита детства — это нормальный долг каждого взрослого. Пройдя через испытания, Корнелий обретает утраченную «память детства» и спасает детей; этот подвиг делает его Командором, заступником любых детей, которые страдают, а не только наделённых необыкновенными способностями. Великанова считала, что в повести возникает характерный для цикла о Кристалле союз между взрослым и ребёнком. Этот союз вызван необходимостью (в отличие, например, от повести «Сказка о рыбаках и рыбках», где подобный альянс обусловлен призванием), что придаёт ему ценность. Как писала Великанова, мир тайной детской мечты противостоит «жестокому взрослому миру»: группа безындексных детей, находясь в социальной изоляции и не в силах сопротивляться, придумывает свой мир, сказку-надежду про «луга». Этот мотив, специфический для всего цикла о Кристалле, характеризовался исследователем как «игра в страну-мечту», образ которой воплощается в считалочке «Гуси-гуси, га-га-га…»; как отмечала Великанова, считалочка превращается в молитву, а игра — в ритуал.
Литературовед О. Сухих усматривала в повести вариант авторского рассмотрения вопроса «слезинки ребёнка» Достоевского: способный «стирать» индексы Цезарь представлял опасность для системы. По мнению литературоведа С. Москаленко, повесть сочетает несколько жанров, включая антиутопию, школьную и психологическую повесть, сказку, героический эпос и фэнтези. С самого начала повесть выглядит как «мрачная и устрашающая» антиутопия с её безысходностью, «обыденностью и бессмысленностью». Затем антиутопия уступает место школьной повести (герой вспоминает школу), жанр которой, по мнению Москаленко, выполняет «антиутопическую» функцию, поскольку раскрывает бессилие детей перед лицом системы; школьная система повлияла на становление Корнелия. Эти два жанра создают жанр сказки, элементами которой являются история про «луга», туннель в зонге и т. д. К фольклору и народной сказке отсылает и название произведения. Сказка про луга, по словам Москаленко, даёт «надежду и веру в спасение». Жанр сказки позднее позволяет автору совместить психологическую прозу и героический эпос; воспоминания помогают Корнелию «понять себя, измениться и… изменить мир». К жанру фэнтези, по Москаленко, относится тема параллельных миров. Москаленко отметила «духовно-нравственные уроки», которые способствуют перерождению героя.
Филолог Л. Головина, рассматривая христианский миф в цикле о Кристалле, обнаружила в повести сюжет о Христе из Нового Завета, являющийся композиционной основой произведения; образ Корнелия Гласа отсылает к образу Христа. По мнению Головиной, главный герой, ведущий неправедный образ жизни, намеренно выбран автором на эту роль; герой сохраняет шанс на «прозрение, становление на путь истинный», «на путь добра», ему даётся возможность обрести новую веру и смысл жизни. Эти изменения происходят с Корнелием, когда он оказывается на пороге смерти: в этот момент он начинает жить «истинной жизнью, наполненной радостью», поскольку чувствует, что он нужен детям-изгоям,  и, взяв на себя ответственность за защиту детей, спасает их из тюрьмы. Головина выводила имя героя из старославянского «гласъ», что могло указывать на человека, «услышавшего глас Божий» и ставшего праведником. Лингвист Н. Кочнева, рассматривая ономастикон в произведениях Крапивина, отметила ономастическое и семантическое противопоставление Корнелий Глас — Альбин Мук, в котором фамилии семантически нагружены и имеют широкий спектр ассоциаций. Автор противопоставляет положительного героя, чья фамилия отсылает к устаревшей форме «глас», отрицательному: фамилия Альбин Мук вызывает ассоциативную цепочку «мука-вина-страдание». Согласно Кочневой, отрицательный герой, тем не менее, вызывает сочувствие.

### Анализ О. Челюкановой и Н. Зыриной
Кандидат филологических наук О. Челюканова и исследователь Н. Зырина полагали, что повесть затрагивала в меньшей степени темы далёкого будущего, а была посвящена советским реалиям и гипотетическим ближайшим событиям. Автор обратился к актуальному во второй половине 1980-х годов вопросу о личности в условиях тоталитарного режима. Как считали исследователи, в повести автор осмелился высказать непопулярную во времена Перестройки идею: восстановить или реформировать тоталитарную систему невозможно, эта политика не имеет шансов на успех, как невозможно остановить распад СССР. По мнению Зыриной и Челюкановой, рассмотрение результатов такой политики выполнено в «сказочно-фантастической…форме»; повесть характеризовалась как художественный эксперимент, аналогичный «Собачьему сердцу» М. Булгакова. Зырина и Челюканова отмечали, что государственная система «мудрой Машины» пришла на смену отжившей, устаревшей системе, при которой «люди стали слишком злыми, необъективными, подкупными». Система возникла для реализации идеи справедливости, равного отношения к бедным и богатым; эти идеи открыто отсылали к идеологии социалистического государства. Кроме того, в повести указано, что индексация была введена 72 года назад; эта датировка, по мнению исследователей, содержит явную аллюзию на 1917 год: в момент написания произведения ожидалась 72-я годовщина Октябрьской революции.
Как писали Зырина и Челюканова, на первый взгляд система с Машиной и индексами выглядит гуманной и безукоризненной, почти идеальной: Машина обеспечивает внешнее благополучие и справедливость, поддерживает порядок и гарантирует отсутствие преступности, хотя ограничивает свободу слова. Тем не менее, как писали исследователи, в этой системе нет настоящего суда и происходят осуждения невиновных (как в случае с главным героем), в то время как подлинные преступники могут остаются безнаказанными. Как полагали Зырина и Челюканова, автор ставил вопросы о возможности нормального общества в тоталитарном государстве и о возможности государства, в котором люди лишены личностных качеств. По словам исследователей, безжалостный и «бездушный тоталитаризм обезличивает, умерщвляет личность героя». Деградация Корнелия описывается через образное сравнение его характера с кошкой, которая привязана к месту, а не к людям. Герой безразличен и, вероятно, всегда был безразличен ко всему вокруг (включая родителей, жену и дочь), кроме просмотра сериала «Виль-изгнанник»; по мнению Зыриной и Челюкановой, название сериала заставляет вспомнить сериалы периода Перестройки («Рабыня Изаура» и другие), отвлекавшие от «ужасных реалий советской действительности».
По мнению исследователей, в повести заметно обращение к религиозным темам, в частности к вопросу о пришествии Антихриста и наступлении «конца света». Зырина и Челюканова считали возможным сравнение всеобщей индексации с «печатью антихриста», хотя начертание зверя, согласно библейским текстам, наносится на чело или на правую руку, в то время как в повести индекс вживляется в ладонь левой руки. В городе Реттерберг наступил Апокалипсис, его обитатели являются «погибшими», поскольку согласились на «печать антихриста». Исследователи цитировали сочинение Псевдо-Ипполита «Слово о кончине мира, об Антихристе и о втором пришествии Господа нашего Иисуса Христа», в котором указывается, что люди с такой печатью «подчинятся льстецу» и будут считаться погибшими и для Бога, и для других людей; согласно Псевдо-Ипполиту и Ефрему Сирину, такие люди не смогут осенить себя крестным знамением. Как отмечали Зырина и Челюканова, долгое время система индексов не вызывала сомнений, хотя индексы «разрушают…нравственные и духовные качества, разлагают…изнутри»; главного героя всё устраивало, поскольку он «не верил в Царство Небесное». Однако в дальнейшем Корнелий получает от Бога «второй шанс» и раскаивается в своих грехах, становясь спасителем и опекуном безындексных сирот (в своей семье он не проявлял заботы о дочери). Эти дети, у которых по разным причинам нет «печати антихриста», воплощают «надежду на спасение всего человечества», на изменение мира: в них нет зла, греховности и черствости. Исследователи задавались вопросом, является ли мир, куда Корнелий уводит детей, Царством Божием.

### Анализ Ю. Аникиной
Литературовед Ю. Аникина проанализировала повесть с точки зрения характерной для творчества писателя проблематики психологического конфликта: по её мнению, автор синтезирует внешний и внутриличностный конфликты; в ходе сложной эволюции героя деструктивный конфликт преобразуются из конструктивный. Антиутопическую направленность произведения Аникина связывала с конфликтом между героем и существующим порядком, с эволюцией героя, его бунтарством и попыткой выйти из ритуализированной системы, сопротивлением власти. Аникина отмечала, что конфликт между личностью и социальным окружением является ключевым для антиутопии; в повести совмещены элементы фантастики и реализма, что тоже свойственно этому жанру. Герой первоначально не осознает этот конфликт, но затем начинает действовать против системы согласно сформированным убеждениям. Как полагала Аникина, этот конфликт был не первым; автор намеренно обращается к детским воспоминаниям Корнелия, в его детстве имел место «открытый нравственный конфликт», связанный с кризисом идентичности (по Э. Эриксону). Маленький Корнелий выглядит «немногословным, невыразительным», он не готов бороться за «уникальность собственной личности». Еще до знакомства с Альбином он подавлял эмоции, что не помогало выйти из конфликта, а привело к тому, что Корнелий приобрел черты неуверенного и несостоятельного человека. Поэтому, по мнению Аникиной, «иррациональный детский страх» взрослого Корнелия перед непризнанием, осмеянием и унижением представляет героя как нелепого и «неуклюжего кругловатого мальчишку».  В ключевом эпизоде с посещением запретного объекта, зонга, герой стоит перед выбором: остаться козлом отпущения на всю жизнь или преодолеть страх, обрести независимость «фантазёра и бунтаря», как его друг Альбин Ксото. Тогда страх победил Корнелия, который распорол ступню гвоздем, чтобы не идти в зонг. Аникина видела в этом объединение внутри героя и социального, и психологического конфликтов: поступок ребёнка  вёл к боли и страданиям, был мазохистским (в терминах Э. Фромма); мальчик подчинился социальным нормам, хотя ему были близки ценности Альбина. 
Гуси-гуси, га-га-га!
Улетайте на луга!
Там волшебная трава,
Там не кружит голова…
Гуси-гуси, га-га-га!
Берегитеся врага!
До лугов далекий путь,
Не садитесь отдохнуть… 
Как отмечала Аникина, взрослый Корнелий сохраняет «чувство вины и…склонность к самоуничижению»; по её мнению, постепенно в герое происходило движение от неудавшегося самооправдания к интроекции и психологической защите: зависимость от мнения других и тревожность сочетались с попытками вытеснения и замалчивания, стремлением не только забыть произошедшее с ним в детстве и спрятаться в комфортном мещанстве, но и уйти от любых эмоций в семейной жизни. В ходе радикальных изменений личности ввиду осознания скорой смерти Корнелий справляется с кризисом идентичности: он освобождается от механизмов психологической защиты и избавляется от «садо-мазохистского комплекса». Герой вступает в конфликт с государством и «собственными страхами и пороками», что, по мнению Аникиной, указывает на сложное сочетание внутреннего и внешнего конфликта. Дети-изгои способствуют изменениям в Корнелии: он начинает ощущать привязанность и ответственность и с волнением слушает необычную песенку про гусей и «луга», символ «призрачной детской надежды» на лучший мир; песня становится своеобразной «мистической мантрой».
Как полагала Аникина, общение с Цезарем является решающим моментом в эволюции Корнелия, в формировании его Я-концепции; у мальчика, который наделён необыкновенными способностями (ребёнок-«койво»), обострённое «чувство справедливости, нетерпение ко злу и насилию». Под влиянием Цезаря происходит эскалация внутреннего конфликта, который состоит в различии между восприятием своих качеств и собственной мотивации (свои мотивы Корнелий считает иррациональными, называя себя в разговоре с Моховым «перепуганным кроликом»). Этот конфликт разрешается в конце повести, в результате чего герой находит свою идентичность и обнаруживает в себе личностную автономию, он больше не является элементом «всепоглощающей Юридической машины». У него появляются цели в жизни и стремление жить как полноценный человек; Корнелий, начиная жить ради детей, «обретает истинные моральные ценности». По мнению Аникиной, развитие внешнего конфликта следует логике внутреннего конфликта, связанного с «творческой мотивацией»: здесь конфликт разрешается через победу над «моральным одиночеством», что приводит героя к командорству, значимому мотиву цикла о Кристалле. Разрешив оба конфликта (и внешний, и внутренний), Корнелий становится Командором, который в понимании Крапивина стоит на «высшей ступени развития взрослого сознания», то есть является героем, «безгранично верящим в детей» и в их способность спасти мир.
Аникина обратила внимание на множество художественных приемов, к которым обращается автор для изображения образа жизни героя и его внутреннего мира: в начале повести превалируют эпитеты «тихий», «округлый» или «тяжелый»; по мере эволюции Корнелия они заменяются описанием его «подтянутости» и решительности.

## Издания

### Журнальные публикации
- Крапивин В. Гуси-гуси, га-га-га… // Урал. — Свердловск, 1989. — № 8. — С. 7—57. — Начало. Илл. Е. Стерлиговой. — 100 000 экз. — ISSN 0130—5409.
- Крапивин В. Гуси-гуси, га-га-га… // Урал. — Свердловск, 1989. — № 9. — С. 5—78. — Окончание. Илл. Е. Стерлиговой. — 100 000 экз. — ISSN 0130—5409.

### Книжные издания
- Крапивин В. Гуси-гуси, га-га-га… // Выстрел с монитора. — М. : Детская литература, 1992. — С. 143—365. — (Библиотека приключений и научной фантастики). — Илл. Е. Медведева. — 100 000 экз. — ISBN 5-08-002226-4.
- Крапивин В. Гуси-гуси, га-га-га… // Застава на Якорном поле. — Екатеринбург : Средне-Уральское кн. изд-во, 1992. — С. 133—339. — Илл. Е. Стерлиговой. — 200 000 экз. — ISBN 5-7528-0464-1.
- Крапивин В. Гуси-гуси, га-га-га… // Выстрел с монитора. — Н. Новгород : Нижкнига, 1994. — С. 163—372. — (Владислав Крапивин). — Илл. Е. Стерлиговой. — 50 000 экз. — ISBN 5-86067-019-2.
- Крапивин В. Гуси-гуси, га-га-га… // Легенда о Хранителе. — М. : Центрполиграф, 1998. — С. 215—551. — (Классическая библиотека сказочных приключений). — Худ. С. Яковлев. — 10 000 экз. — ISBN 5-218-00670-X.
- Крапивин В. Гуси-гуси, га-га-га… // Собрание сочинений. Книга 7. Выстрел с монитора. — М. : Центрполиграф, 2000. — С. 195—506. — (Владислав Крапивин. Собрание сочинение в 30 томах). — Илл. Е. Стерлиговой. — 10 000 экз. — ISBN 5-227-00653-9.
- Крапивин В. Гуси-гуси, га-га-га…. — М. : Центрполиграф, 2002. — 272 с. — (Владислав Крапивин). — Илл. Е. Стерлиговой. — 10 000 экз. — ISBN 5-227-01668-2.
- Крапивин В. Гуси-гуси, га-га-га… // В глубине Великого Кристалла. Том 1. — М. : Эксмо, 2005. — С. 131—340. — (Шедевры отечественной фантастики). — Илл. на обл. В. Савватеева, внутр. илл. В. Терминатова. — 6000 экз. — ISBN 5-699-08609-9.
- Крапивин В. Гуси-гуси, га-га-га… // В ночь большого прилива. — М. : Эксмо, 2005. — С. 275—476. — (Владислав Крапивин). — Илл. на обл. В. Терминатова. — 5000 экз. — ISBN 5-699-11356-8.
- Крапивин В. Гуси-гуси, га-га-га… // В глубине Великого Кристалла. — М. : Эксмо, 2009. — С. 93—236. — (Гиганты фантастики / Гиганты фэнтези). — Авторский сборник. Омнибус. Илл. на обл. С. Мартинье.. — 4000 экз. — ISBN 978-5-699-35106-0.
- Крапивин В. Гуси-гуси, га-га-га…. — М. : Издательский Дом Мещерякова, 2014. — 240 с. — (БИСС. Крапивин). — Илл. Е. Стерлиговой. — 7000 экз. — ISBN 978-5-91045-666-6.
- Крапивин В. Гуси-гуси, га-га-га… // В глубине Великого Кристалла. Легенда о Хранителе. — М. : Эксмо, 2019. — С. 161—414. — (Фантастика В. Крапивина). — Авторский сборник. Омнибус. Илл. В. Коробейникова. — 2000 экз. — ISBN 978-5-04-101850-4.
- Крапивин В. Гуси-гуси, га-га-га… // В глубине Великого Кристалла. — М., СПб. : Азбука, Азбука-Аттикус, 2019. — С. 119—308. — (Мир фантастики). — Илл. Е. Стерлиговой. — 4000 экз. — ISBN 978-5-389-15658-6.
- Крапивин В. Гуси-гуси, га-га-га… // В глубине Великого Кристалла. — Екатеринбург : Сократ, 2021. — (Мир фантастики). — «Гуси-гуси, га-га-га…» и «Крик петуха». — 4000 экз. — ISBN 978-5-906350-78-7.
- Крапивин В. Гуси-гуси, га-га-га…. — М. : Лабиринт Пресс, 2019. — 232 с. — (Иллюстрированная библиотека фантастики и приключений). — Илл. Е. Стерлиговой. — 5000 экз. — ISBN 978-5-9287-3253-0.
- Крапивин В. Гуси-гуси, га-га-га… / илл. И. Минкиной. — М. : Омега, 2022. — 240 с. — (Школьникам. Проверено временем). — 5100 экз. — ISBN 978-5-465-04278-9.
- Крапивин В. Гуси-гуси, га-га-га…. — Великий Кристалл 2. Гуси-гуси, га-га-га... — М. : АСТ, Малыш, 2022. — 304 с. — (Лучшая детская фантастика). — Илл. Ю. Черняевой. — ISBN 978-5-17-152779-2.
- Крапивин В. Гуси-гуси, га-га-га… // В глубине Великого Кристалла. — СПб. : Азбука, Азбука-Аттикус, 2022. — С. 119—308. — (Фантастика и фэнтези. Большие книги). — Илл. Е. Стерлиговой. — 4000 экз. — ISBN 978-5-389-21849-9.

### На французском языке
- Krapivine V. Les Sanzindes (Cycle du Grand Cristal) :  [фр.]. — Rivière blanche (Black Coat Press), 2016. — 292 p. — (Hors-Collection). — Traduit du russe par François Doillon et Tatiana Palma; couverture: Jean-Félix Lyon. — ISBN 978-1-61227-509-3.

## Комментарии
1. ↑  Согласно Борисову, либо фантастическую, либо иносказательную; хотя, по мнению критика, в рамках цикла автор устраняет «мнимое двоемирие» и предлагает скорее «паритет реальностей»[38].